# Gran Carretera del Norte (Zambia)

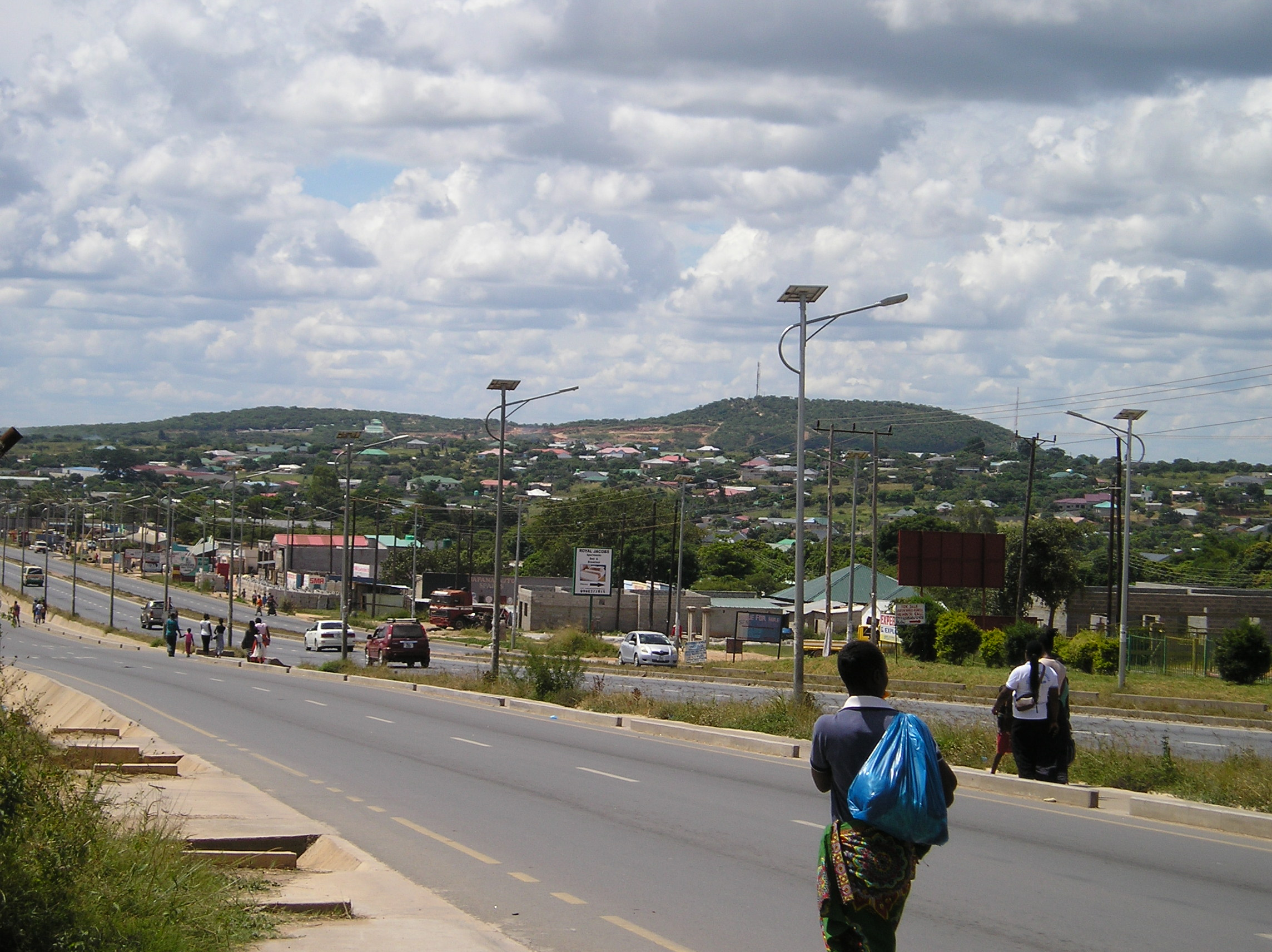
Gran carretera del Norte en Zambia.

La Gran carretera del Norte (en inglés: Great North Road) es la mayor infraestructura viaria de Zambia. Une importantes poblaciones, entre las que destacan Lusaka, Kabwe, Serenje, Mpika, Kasama, Mbala y Mpulungu. En realidad, habría sido parte de la carretera panafricana ideada por Cecil Rhodes para el Imperio británico. Enlaza con otros tramos de ésta en Tanzania y Zimbabue. En Kapiri Mposhi una desviación enlaza con la República Democrática del Congo.
A su paso por Lusaka, capital de Zambia, la carretera se transforma en su calle principal, denominándose Cairo Road.
- Datos: Q821084